# Adolphe Guillot
Pour les articles homonymes, voir Guillot.
Adolphe Guillot, né à Paris le 25 avril 1836 et mort à Saint-Jean-de-Luz le 23 février 1906, est un magistrat français, qui compte parmi les plus célèbres juges d'instruction de son temps.

## Biographie
Après des études classiques et juridiques, il est inscrit au barreau en 1859. Il est substitut à Vitry-le-François en 1864, à Rambouillet en 1865 et à Troyes en 1867, où il est nommé procureur en 1872. Il est ensuite substitut, puis juge d'instruction à Paris de 1874 à 1900.
Au cours de sa carrière, il instruit de nombreuses causes célèbres, dont celle de l'incendie de l'Opéra-Comique, et attache son nom à plusieurs réformes judiciaires. Il défend le principe d'inamovibilité de la magistrature et l'indépendance du juge d'instruction. Il réclame la révision libérale du Code d'instruction criminelle et obtient ainsi l'adjonction d'un avocat assistant les accusés pendant l'instruction des causes criminelles ou correctionnelles. Ses efforts en faveur de la protection des enfants traduits en justice aboutissent à l'abandon de la procédure de flagrant délit pour les enfants et à la protection des filles mineures. Il contribue également à la création d'un comité de défense et d'action pour les condamnés libérés.
Ses deux ouvrages ayant pour titre Paris qui souffre, qui constituent à la fois une description des prisons de Paris et un plaidoyer en faveur de leur réforme, sont couronnés par l'Académie française en 1890 et 1891 et attirent l'attention du sociologue Gustave Le Bon, de la féministe Avril de Sainte-Croix et de spécialistes de la criminalité tels que Cesare Lombroso ou Gustave Macé.
Adolphe Guillot est élu membre de l'Académie des sciences morales et politiques en 1892 et devient doyen des magistrats du tribunal de la Seine en 1894.

## Principales publications
- Examen critique des principes de la réforme projetée du Code d'instruction criminelle (1884)
- Paris qui souffre. La basse geôle du Grand-Châtelet et les morgues modernes dans leurs rapports avec les mœurs et les institutions (1887)
- Paris qui souffre. Les prisons de Paris et les prisonniers (1889), Prix Halphen de l'Académie française. Réédition : Elibron Classics, Adamant Media Corporation, 2002.
- Observations pratiques en vue d'assurer la protection des enfants traduits en justice et programme du Comité de défense (1890)
- L'Enfant vagabond et l'École de préservation (1893)
- L'Avenir de la magistrature (1895)

## Source
- C.-E. Curinier, Dictionnaire national des contemporains, vol. IV, 1899-1919, p. 313-314.